# Betty Nansen Teatret
Betty Nansen Teatret är en dansk teater i stadsdelen Frederiksberg i Köpenhamn.

## Historia

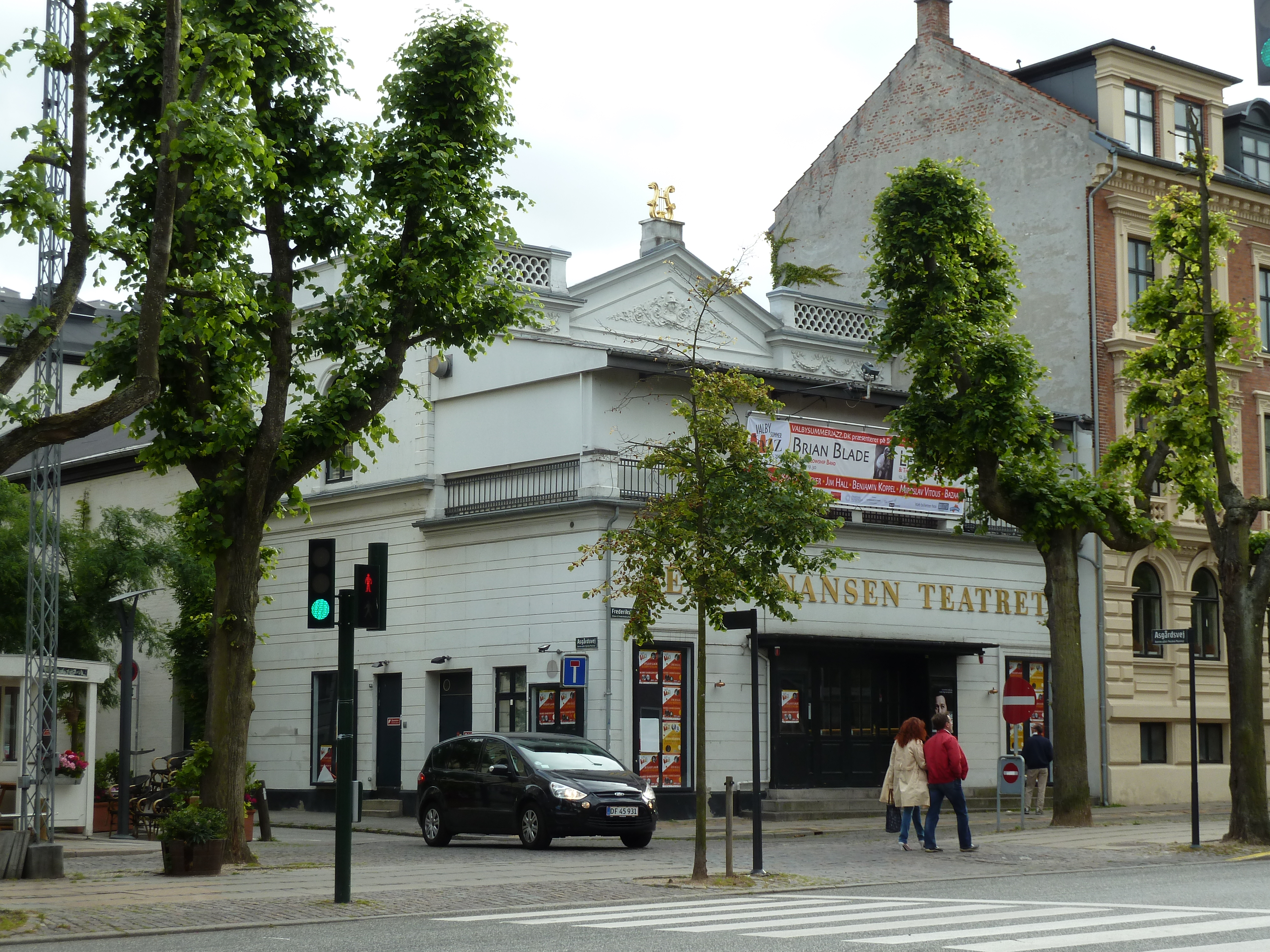
Fasaden mot Frederiksberg Allé

Det har funnits en teater på platsen sedan 1869 under olika namn. År 1888 ersattes den ursprungliga träkonstruktionen (som från början varit café) med den nuvarande byggnaden. Repertoaren var på den tiden av den lättare sorten med revyer, komedier och operetter. År 1917 övertog den berömda skådespelerskan Betty Nansen dåvarande Alexandrateatern, rustade upp den, gav den sitt eget namn och ändrade inriktningen mer mot modern nordisk drama.
Betty Nansen var chef för teatern från 1917 till 1943 (undantaget 1925-1927 och 1930-1931) och satte samtidigt stor prägel på det danska teaterlivet.
Nansen ville inte att teatern skulle behålla namnet efter hennes död så 1944 döptes den om till Allé Scenen. År 1980 återfick den det nuvarande namnet.

## Några tidigare namn

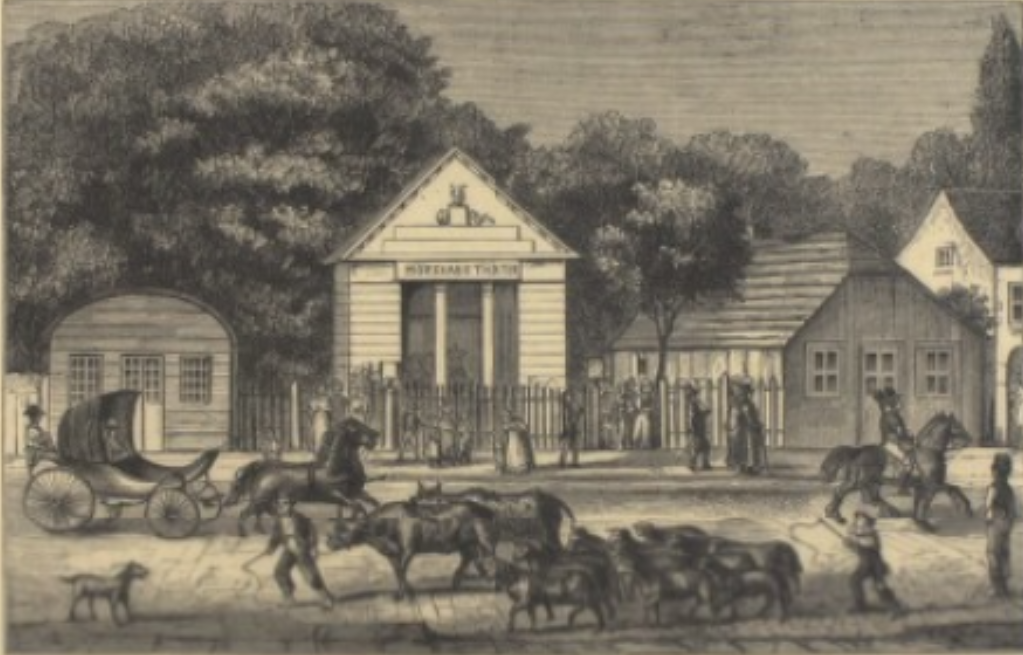
Den gamla teatern 1877

- 1857–1869  Odéon – servering med musikunderhållning
- 1869–1904  Frederiksberg Morskabsteater
- 1904–1914  Frederiksberg Teater
- 1914–1917  Alexandra Teatret
- 1917–1943  Betty Nansen Teatret
- 1944–1964  Allé Scenen
- 1963–1975  Ungdommens Teater
- 1975–1980  Allé Scenen
- 1980–          Betty Nansen Teatret